# Johnny Sylvan
Johnny Mikael Sylvan, född 18 februari 1963 i Danderyd, var gitarrist i punkbandet KSMB mellan 1978 och 1980 och skrev en av deras mest kända låtar, "En slemmig torsk", som han även sjunger. Senare blev han även trummis i punkbandet Kekkonen Heroes.